# شیطان در جزئیات است
شیطان در جزئیات است (به انگلیسی: the devil is in the detail) یک اصطلاح در زبان انگلیسی است شیطان در جزئیات اصطلاحی است که اشاره به یک عنصر اسرارآمیز است که در جزئیات پنهان شده‌است؛ نشان می‌دهد که «چیزی ممکن است ساده به نظر برسد، اما در واقع جزئیات پیچیده هستند و احتمالاً مشکلاتی را ایجاد می‌کنند.» از عبارت قبلی «خداوند در جزئیات است» آمده‌است که بیانگر این عقیده است که هر کاری انجام می‌دهد باید به‌طور کامل انجام شود، یعنی جزئیات مهم است.

## استفاده
اگرچه در شکل اصلی این اصطلاح جزئیات به صورت مفرد (detail = جزء) به کار برده می‌شود ولی در حالت محاوره‌ای معمولاً به صورت جمع (details = جزئیات) به کار برده می‌شود. باید توجه داشت که در زبان انگلیسی کلمه detail را می‌توان هم به معنای مفرد (جزء) و هم به معنای جمع (جزئیات) به کار برد. علاوه بر آن حرف تعریف معین "the" معمولاً به متغیر جمع اضافه می‌گردد، به علت اینکه در محاوره از «the Devil» نیز استفاده می‌شود. همچنین شکل دیگر اصطلاح که در آن به جای حرف تعریف معین "the" از حرف تعریف نامعین "A" استفاده شده یعنی (A Devil is in the details) نیز رایج است، در اغلب اوقات وقتی که می‌خواهیم به یک فهم مشخص رجوع کنیم کلمه "is" از اصطلاح حذف می‌گردد.

## گوناگونی‌ها
اصطلاح «خداوند در جزئیات است» این مقصود را بیان می‌کند که هر کاری که یک نفر انجام می‌دهد را باید به صورت کامل انجام دهد و به عنوان مثال: جزئیات مهم هستند.
و جدیداً اصطلاحات «حکومت در جزئیات است» و حقیقت در جزئیات است نیز ظهور یافته‌اند.

## منشأ
این اصطلاح به افراد زیادی نسبت داده شده‌است، که قابل توجه‌ترین آن معمار متولد آلمان لودویش میس فن در روهه است که این ادعا توسط روزنامه نیویورک تایمز در آگهی درگذشت میس در سال ۱۹۶۹ بیان شد، به هر حال عموماً قابل قبول است که این اصطلاح را او به وجود نیاورده‌است